# Cape North (Antarktika)
Cape North (englisch für Kap Nord oder Nordkap) ist eine große, an Nord- und Ostseite felsige, schneebedeckte und 500 m hohe Klippe an der Pennell-Küste des ostantarktischen Viktorialands. Das Kap begrenzt westlich die Einfahrt von der Somow-See in den Nielsen-Fjord.
Entdeckt und benannt wurde die auffällige Felsformation vermutlich durch den britischen Seefahrer und Entdecker James Clark Ross während der Antarktisexpedition in den Jahren 1839 bis 1841. Der Name des Kaps ist allerdings irreführend, da es sich nicht um die nördlichste Landformation der Umgebung handelt. Dies gebührt dem weiter östlich gelegenen Kap Hooker.